# 더 모닝쇼
《더 모닝쇼》(영어: The Morning Show)는 2019년 11월부터 애플 TV+에서 방영되고 있는 미국의 드라마이다.

## 출연진
- 제니퍼 애니스턴
- 리즈 위더스푼
- 구구 음바타로
- 빌리 크루덥
- 마크 듀플래스
- 스티브 커렐